# Activitat de les seleccions esportives catalanes - 2005
De l'activitat de les seleccions esportives catalanes de l'any 2005 destaquen la selecció catalana d'hoquei sobre patins masculina, que va guanyar la segona edició de la Blanes Golden Cup, la selecció catalana de curses de muntanya, que es va proclamar campiona del món i la selecció catalana de corfbol, que va guanyar l'European Bowl disputada a Terrassa.
La selecció catalana de pitch and putt va quedar tercera al Campionat d'Europa. La selecció catalana de futbol australià va debutar en competició oficial aconseguint la cinquena posició a l'EU Cup.
En l'aspecte dels reconeixements, el Tribunal d'Arbitratge de l'Esport va acceptar el recurs de la Federació Catalana de Patinatge, estimant que la Federació Internacional de Patinatge (FIRS) havia incomplert els seus estatus a l'assemblea de Fresno on es va revocar l'oficialitat de la federació catalana. El TAS va obligar la FIRS a repetir la votació, que es va fer a Roma el mes de novembre amb un resultat més ajustat, però que va suposar la revocació de l'oficialitat provisional que havia obtingut la Federació Catalana l'any 2004.
També es va aconseguir el reconeixement definitiu de la Federació Catalana de Korfbal per part de la Federació Internacional de Corfbol a l'assemblea celebrada amb motiu de l'European Bowl. La selecció catalana competia des de l'any 1997 amb un reconeixement provisional.
La Plataforma Pro Seleccions Esportives Catalanes va concedir el primer Premi President Companys a Ramon Basiana, president de la Federació Catalana de Patinatge pel reconeixement internacional.
Resultats de les seleccions catalanes durant l'any 2005:
| Abril 2005 |              |         |         |           |        |     |         |  |
| 5          | Tennis taula | Amistós | Torelló | Catalunya | França | 4-1 | Masculí |  |

| Juny 2005 |              |                    |           |           |                              |           |         |                      |
| 1         | Handbol      | Amistós            | Lleida    | Catalunya | Eslovènia                    | 26-24     | Masculí | [ 17 ] [ 18 ] [ 19 ] |
| 3         | Atletisme    | Amistós triangular | Barcelona |           | Polònia · Grècia · Catalunya | 111 73 55 | Masculí | [ 20 ] [ 21 ]        |
| 3         | Atletisme    | Amistós triangular | Barcelona |           | Polònia · Grècia · Catalunya | 121 66 54 | Femení  | [ 20 ] [ 21 ]        |
| 5         | Halterofília | Amistós            | Barcelona | Catalunya | Itàlia                       | Cat       | Masculí |                      |
| 16        | Tennis taula | Amistós            | Bagà      | Catalunya | França                       | 3-2       | Femení  |                      |
| 30        | Bàsquet      | Amistós            | Badalona  | Catalunya | Cuba                         | 68-78     | Femení  | [ 23 ] [ 24 ]        |
| 30        | Bàsquet      | Amistós            | Badalona  | Catalunya | Cuba                         | 101-70    | Masculí | [ 23 ] [ 24 ]        |

| Juliol 2005 |               |            |        |           |           |     |         |               |
| 1           | Hoquei patins | Golden Cup | Blanes | Catalunya | Suïssa    | 6-2 | Masculí |               |
| 1           | Hoquei patins | Golden Cup | Blanes | Blanes HC | Catalunya | 1-1 | Masculí | [ 25 ]        |
| 2           | Hoquei patins | Golden Cup | Blanes | Catalunya | Argentina | 7-6 | Masculí | [ 26 ] [ 27 ] |
| 3           | Hoquei patins | Golden Cup | Blanes | Catalunya | Blanes HC | 2-0 | Masculí | [ 1 ] [ 2 ]   |

| Agost 2005 |                |                    |        |               |           |         |         |       |
| 27         | Pitch and Putt | Campionat d'Europa | Arnhem | Catalunya     | Suïssa    | 6-3     | Masculí |       |
| 27         | Pitch and Putt | Campionat d'Europa | Arnhem | Catalunya     | França    | 8,5-0,5 | Masculí |       |
| 28         | Pitch and Putt | Campionat d'Europa | Arnhem | Països Baixos | Catalunya | 7-2     | Masculí |       |
| 28         | Pitch and Putt | Campionat d'Europa | Arnhem | Irlanda       | Catalunya | 7-2     | Masculí | [ 5 ] |

| Setembre 2005 |        |                      |                     |           |                |         |         |               |
| 10            | Rugbi  | Amistós              | Barcelona           | Catalunya | Irlanda del N. | 3-62    | Masculí | [ 28 ] [ 29 ] |
| 17            | Escacs | Amistós quadrangular | Caldes de Malavella | Catalunya | País Basc      | 1,5-2,5 | Masculí |               |
| 18            | Escacs | Amistós quadrangular | Caldes de Malavella | Catalunya | Romania        | 1,5-2,5 | Masculí |               |
| 19            | Escacs | Amistós quadrang.    | Caldes de Malavella | Catalunya | Argentina      | 2-2     | Masculí |               |

| Agost 2005 |         |                    |          |           |          |       |      |             |
| 27         | Corfbol | Campionat Europa B | Terrassa | Catalunya | Rússia   | 14-11 | Mixt | [ 31 ]      |
| 28         | Corfbol | Campionat Europa B | Terrassa | Catalunya | Armènia  | 22-7  | Mixt | [ 32 ]      |
| 29         | Corfbol | Campionat Europa B | Terrassa | Catalunya | Polònia  | 16-15 | Mixt |             |
| 30         | Corfbol | Campionat Europa B | Terrassa | Catalunya | Portugal | 10-9  | Mixt | [ 3 ] [ 4 ] |

| Octubre 2005 |                |                    |         |           |                                 |                |         |        |
| 9            | Fut. australià | Campionat d'Europa | Londres | Bèlgica   | Catalunya                       | 77-38          | Masculí | [ 33 ] |
| 9            | Fut. australià | Campionat d'Europa | Londres | Alemanya  | Catalunya                       | 59-38          | Masculí | [ 33 ] |
| 9            | Fut. australià | Campionat d'Europa | Londres | Israel    | Catalunya                       | 36-31          | Masculí | [ 33 ] |
| 9            | Fut. australià | Campionat d'Europa | Londres | Catalunya | Àustria                         | 51-45          | Masculí | [ 33 ] |
| 9            | Fut. australià | Campionat d'Europa | Londres | Catalunya | França                          | 53-44          | Masculí | [ 33 ] |
| 29           | Halterofília   | Amistós triangular | Girona  |           | Alemanya · Bulgària · Catalunya | 1991 1694 1678 | Masculí | [ 34 ] |

| Novembre 2005 |         |         |           |           |        |     |         |                      |
| 12            | Esquaix | Amistós | Tarragona | Catalunya | Itàlia | 3-0 | Masculí | [ 35 ] [ 36 ] [ 37 ] |
| 12            | Esquaix | Amistós | Tarragona | Catalunya | Itàlia | 1-2 | Femení  |                      |

| Desembre 2005 |                |         |               |           |          |         |         |               |
| 17            | Gim. artística | Amistós | Vic           | Catalunya | Romania  | 100-102 | Femení  | [ 39 ] [ 40 ] |
| 22            | Handbol        | Amistós | Castelldefels | Catalunya | Suècia   | 18-26   | Femení  | [ 41 ] [ 42 ] |
| 23            | Voleibol       | Amistós | Barcelona     | Catalunya | Grècia   | 3-2     | Masculí | [ 43 ]        |
| 28            | Handbol        | Amistós | Deltebre      | Catalunya | Angola   | 28-27   | Femení  | [ 44 ] [ 45 ] |
| 28            | Futbol         | Amistós | Barcelona     | Catalunya | Paraguai | 1-1     | Masculí | [ 46 ] [ 47 ] |

- En negreta els esports on les seleccions catalanes estan reconegudes oficialment.
- En negreta els campionats internacionals oficials.